# Jonas Rickaert
Jonas Rickaert (ur. 7 lutego 1994 w Sint-Eloois-Vijve) – belgijski kolarz szosowy i torowy.

## Osiągnięcia

### Kolarstwo szosowe
Opracowano na podstawie:

2011
- 1. miejsce na 3. etapie Pucharu Prezydenta Miasta Grudziądza

2012
- 1. miejsce w Pucharze Prezydenta Miasta Grudziądza
  - 1. miejsce na etapie 1b
- 2. miejsce w Keizer der Juniores
  - 1. miejsca na etapie 2a

2014
- 3. miejsce w Tour de Gironde

2017
- 1. miejsce w Grote Prijs Marcel Kint

2020
- 1. miejsce w Dwars door het Hageland

2021
- 3. miejsce w Heistse Pijl

2023
- 3. miejsce w Puivelde Koerse

### Kolarstwo torowe
Opracowano na podstawie:
2011
- 3. miejsce w mistrzostwach Europy juniorów (madison)

2012
- 2. miejsce w mistrzostwach świata juniorów (madison)
- 2. miejsce w mistrzostwach Europy juniorów (madison)

## Rankingi

### Kolarstwo szosowe
| Rok             | 2014 | 2015 | 2016 | 2017 | 2018 | 2019  | 2020 | 2021 | 2022 | 2023 | 2024  |
| --------------- | ---- | ---- | ---- | ---- | ---- | ----- | ---- | ---- | ---- | ---- | ----- |
| World Ranking   |      |      | 908. | 532. | 199. | 2251. | 140. | 245. | -    | 566. | 1376. |
| UCI Europe Tour | 576. | -    | 649. | 345. | 84.  | 1443. | 114. | 209. | -    | -    | -     |
|                 |      |      |      |      |      |       |      |      |      |      |       |
| Źródło: UCI     |      |      |      |      |      |       |      |      |      |      |       |